# Калин Стефанов
Калин Стефанов, пълно име Калин-Феликс Стефанов (роден 29 януари 2004, гр. София), е професионален състезател по спортна табла. Той е настоящият световен юношески вицешампион, губейки от японеца Юта Такимия във финала на 8 април 2024г.
Стефанов е роден и израства в столицата на България, София. През януари 2023г., на 18-годишна възраст, той започва да живее в Щутгарт, столица на германската федерална провинция Баден-Вюртемберг. Освен със спортна табла, той се занимава с билярд, където на аматьорско ниво е член на БК Щутгарт 1891, най-стария клуб по билярд в Германия.. Основните международни успехи на Стефанов в спортната табла включват 18-тото издание на Женева Оупън, където през м. май 2024г. след 9 победи и 2 загуби, печели финала срещу финалиста от предишното издание Дени Етиен.. Българинът, известен с прозвището си "Калинаторът", е начело в годишната ранглиста на турнирната серия по спортна табла "Улм Оупън", която предоставя квалификация за германския шампионат.
На 27 юли 2024г., след участието си в международен турнир в родния си град София, 20-годишният състезател успешно завоюва титлата "Мастър М3", ставайки в процеса едва третия българин притежаващ мастърско звание в спортната табла след Петко Костадинов, Грандмастър Г2, и Мая Пейчева, Мастър М3. На 30 март 2025г. Стефанов завоюва титлата Мастър (M2) след представяне в рамките на 5.50 ниво на игра в последните 300 състезателни точки. Това той успява да постигне в мача си срещу Стефан Фригерио на Германския Шампионат.